# Julia Wattilete
Julia Wattilete (Bemmel, 24 april 2003) is een Nederlands voetbalster die uitkomt voor FC Utrecht in de Eredivisie.

## Carrière
Wattilete begon haar voetballoopbaan bij de amateurs van Sportclub Bemmel, aan het eind van 2017 maakte ze de overstap naar Nona Maluku, een Molukse vrouwenvoetbalclub uit Arnhem. In 2018 stapte ze over naar de opleiding van Achilles '29, daar speelde twee wedstrijden waarna de jeugdopleiding werd opgeheven en de overgebleven speelsters werden overgeschreven naar het eerste elftal. Door haar jeugdige leeftijd werd haar echter verboden om wedstrijden te spelen in de Eredivisie. Aan het eind van het seizoen werd de gehele club opgeheven waarna ze de overstap maakte naar de jeugdopleiding van PEC Zwolle. In februari 2022 maakte ze haar debuut in de wedstrijd tegen Ajax, ze kwam in de 74e minuut in het veld voor Floor Heijne. In de zomer van 2022 stapte ze over naar het nieuw opgerichte Fortuna Sittard. FC Utrecht heeft Wattilete als centrale verdedigster aangetrokken voor het nieuwe vrouwenelftal dat komend seizoen 2023-2024 uit zal komen in de Eredivisie Vrouwen competitie. Wattilete heeft daartoe op 10 mei 2023 een jaarcontract getekend bij FC Utrecht. Na één seizoen waarin Wattilete geen baste basisplek wist af te dwingen, verkaste ze naar het Belgische KVC Westerlo.

### Carrièrestatistieken
| Seizoen                    | Club            | Land            | Competitie         | Competitie | Competitie | Beker | Beker | Internationaal | Internationaal | Overig | Overig | Totaal | Totaal |
| Seizoen                    | Club            | Land            | Competitie         | Wed.       | Dlp.       | Wed.  | Dlp.  | Wed.           | Dlp.           | Wed.   | Dlp.   | Wed.   | Dlp.   |
| -------------------------- | --------------- | --------------- | ------------------ | ---------- | ---------- | ----- | ----- | -------------- | -------------- | ------ | ------ | ------ | ------ |
| 2021/22                    | PEC Zwolle      | Nederland       | Vrouwen Eredivisie | 1          | 0          | 0     | 0     | –              | –              | –      | –      | 1      | 0      |
| 2022/23                    | Fortuna Sittard | Nederland       | Vrouwen Eredivisie | 2          | 0          | 0     | 0     | –              | –              | 1      | 0      | 3      | 0      |
| 2023/24                    | FC Utrecht      | Nederland       | Vrouwen Eredivisie | 3          | 0          | 1     | 0     | –              | –              | 0      | 0      | 4      | 0      |
| 2024/25                    | KVC Westerlo    | België          | Super League       | 1          | 0          | 0     | 0     | –              | –              | –      | –      | 1      | 0      |
| Carrière totaal            | Carrière totaal | Carrière totaal | Carrière totaal    | 6          | 0          | 1     | 0     | 0              | 0              | 1      | 0      | 8      | 0      |
| Bijgewerkt tot 30 mei 2024 |                 |                 |                    |            |            |       |       |                |                |        |        |        |        |